# لا پینتانا
لا پینتانا (به اسپانیایی: La Pintana) یک شهرستان در شیلی است که در استان سانتیاگو واقع شده‌است. لا پینتانا ۳۰٫۶ کیلومترمربع مساحت و ۱۹۰٬۰۸۵ نفر جمعیت دارد.